# Теорема о промежуточном значении
Теорема о промежуточном значении (или Теоре́ма Больца́но — Коши́) утверждает, что если непрерывная функция, определённая на вещественном промежутке, принимает два значения, то она принимает и любое значение между ними.

## Формулировка
Пусть дана непрерывная функция на отрезке {\displaystyle f\in C{\bigl (}[a,b]{\bigr )}.} Пусть также {\displaystyle f(a)\neq f(b),} и без ограничения общности предположим, что {\displaystyle f(a)=A<B=f(b).} Тогда для любого {\displaystyle C\in [A,B]} существует {\displaystyle c\in [a,b]} такое, что {\displaystyle f(c)=C}.
Рассмотрим функцию {\displaystyle g(x)=f(x)-C.} Она непрерывна на отрезке {\displaystyle [a,b]} и {\displaystyle g(a)<0}, {\displaystyle g(b)>0.} Покажем, что существует такая точка {\displaystyle c\in [a,b]}, что {\displaystyle g(c)=0.} Разделим отрезок {\displaystyle [a,b]} точкой {\displaystyle x_{0}} на два равных по длине отрезка, тогда либо {\displaystyle g(x_{0})=0} и нужная точка {\displaystyle c=x_{0}} найдена, либо  {\displaystyle g(x_{0})\neq 0} и тогда на концах одного из полученных промежутков функция {\displaystyle g(x)} принимает значения разных знаков (на левом конце меньше нуля, на правом больше).
Обозначив полученный отрезок {\displaystyle [a_{1},b_{1}]}, разделим его снова на два равных по длине отрезка и т.д. Тогда, либо через конечное число шагов придем к искомой точке {\displaystyle c}, либо получим последовательность вложенных отрезков {\displaystyle [a_{n},b_{n}]} по длине стремящихся к нулю и таких, что 
{\displaystyle g(a_{n})<0<g(b_{n}).}
Пусть {\displaystyle c} - общая точка всех отрезков (согласно принципу Кантора, она существует и единственна) {\displaystyle [a_{n},b_{n}]}, {\displaystyle n=1,2,...} Тогда {\displaystyle c=\lim a_{n}=\lim b_{n},} и в силу непрерывности функции {\displaystyle g(x):}
{\displaystyle g(c)=\lim g(a_{n})=\lim g(b_{n}).}
Поскольку
{\displaystyle \lim g(a_{n})\leq 0\leq \lim g(b_{n}),}
получим, что {\displaystyle g(c)=0.}

## Следствия
- (Теорема о нуле непрерывной функции.) Если функция непрерывна на некотором отрезке и на концах этого отрезка принимает значения противоположных знаков, то существует точка, в которой она равна нулю. Формально: пусть {\displaystyle f\in C{\bigl (}[a,b]{\bigr )},} и {\displaystyle \operatorname {sgn} (f(a))\neq \operatorname {sgn} (f(b)).} Тогда {\displaystyle \exists c\in [a,b]} такое, что {\displaystyle f(c)=0.}
- В частности, любой многочлен нечётной степени имеет по меньшей мере один нуль.

## Замечание
- Иногда (в учебных курсах) утверждение для нуля называют первой теоремой Больцано — Коши, а общее утверждение — второй теоремой[1]. На самом деле они эквивалентны.[2]

## Обобщение
Теорема Больцано — Коши допускает обобщение на более общие топологические пространства. Всякая непрерывная функция {\displaystyle f\colon X\to \mathbb {R} }, определенная на связном топологическом пространстве, принимающая какие-либо два значения, принимает и любое лежащее между ними. Формальная запись: пусть дано связное топологическое пространство {\displaystyle (X,{\mathcal {T}}),} и функция {\displaystyle f\in C(X).} Пусть {\displaystyle x_{1},x_{2}\in X,\;f(x_{1})=y_{1},\;f(x_{2})=y_{2},} и {\displaystyle y_{1}<y_{2}.} Тогда
{\displaystyle \forall y\in [y_{1},y_{2}]\;\exists x\in X\;f(x)=y.}
В такой формулировке теорема является частным случаем теоремы о том, что образ связного множества при непрерывном отображении связен.

## История
Теорема была сформулирована независимо Больцано в 1817 и Коши в 1821.